# Napp (Nordland)
Pour les articles homonymes, voir Napp.
Napp est une localité du comté de Nordland, en Norvège.

## Géographie
Administrativement, Napp fait partie de la kommune de Flakstad.
Cette localité est éponyme du bras de mer qui la baigne et qui sépare les iles de Flakstad et Vestvåg, le Nappstraum.